# ويكيبيديا الأرومونية
ويكيبيديا الأرومونية (الأرومونية:Wikipedia armânească) هي النسخة الأرومونية من موسوعة ويكيبيديا، ورمز كودها الويكيبيدي معرَّف ب(roa-rup).

## الإحصائيات
في إحصاءات 21 مارس 2020، كانت تحتوي ويكيبيديا الأرومونية على 1,250 مقالة، و203,061 تعديل و11,998 مستخدم مسجل بينهم 14 مستخدماً نشيطاً في الشهر الأخير من تاريخ الإحصاءات المشار إليها أعلاه، وإداري واحد.
| عدد المستخدمين المسجلين | عدد المستخدمين النشيطين | عدد المقالات | عدد التعديلات | عدد الملفات المرفوعة | عدد الإداريين |
| ----------------------- | ----------------------- | ------------ | ------------- | -------------------- | ------------- |
| 14٬978                  | 22                      | 1٬389        | 208٬775       | 0                    | 1             |